# The Visitors (песня)
«The Visitors», первоначально «Den första» (The First, Первый), — заключительный сингл с одноимённого альбома шведской группы ABBA, выпущенный в США в 1981 году. Ведущий вокал исполнила Анни-Фрид Лингстад.
В Америке сингл достиг № 63 в чарте синглов и № 10 в танцевальном чарте.

## Содержание
Песня говорит о советских диссидентах и их преследованиях властями. Автор текста песни Бьёрн Ульвеус при её сочинении пытался представить то чувство нервозности и страха что мог испытывать советский диссидент, сидя дома в ожидании прихода сотрудников КГБ за ним. Альбом стал запрещенным в СССР, но не столько из-за этой песни, сколько из-за участия группы ABBA в телепередаче «Чтобы Польша была Польшей» 31 января 1982 года.

## Кавер-версии
- Hi-NRG-версия песни была записана группой Moonstone в конце 1980-х.
- Группа Abbacadabra[англ.] выпустила несколько танцевальных ремиксов песни на лейбле Almighty Records[англ.] в конце 1990-х годов, некоторые вошли на компиляцию 2008 года We Love ABBA: The Mamma Mia Dance Compilation[3].